# Joseph Laurent Philippe
Joseph Laurent Philippe (Rollingergrund, 3 aprile 1877 – Lussemburgo, 21 ottobre 1956) è stato un vescovo cattolico lussemburghese.

## Biografia
Monsignor Joseph Laurent Philippe nacque a Rollingergrund, all'epoca comune autonomo e oggi quartiere della città di Lussemburgo. Suo padre Corneille era un operaio e venditore ambulante e morì nel 1881 all'età di 34 anni. Joseph Laurent aveva appena quattro anni. Trascorse quindi il resto della sua infanzia a Niederfeulen, presso la famiglia della sorella.

### Formazione e ministero sacerdotale
Compì gli studi secondari nella scuola apostolica dei padri dehoniani a Clairefontaine e il 2 settembre 1889 entrò nella loro congregazione. Studiò a San Quintino e quindi teologia al seminario "San Sulpizio" a Issy-les-Moulineaux, vicino a Parigi. Nel 1900 concluse gli studi con un dottorato.
Il 28 maggio 1904 fu ordinato presbitero. Il 20 gennaio 1926 fu chiamato a succedere a padre Léon Gustave Dehon alla guida dei Sacerdoti del Sacro Cuore di Gesù.

### Ministero episcopale

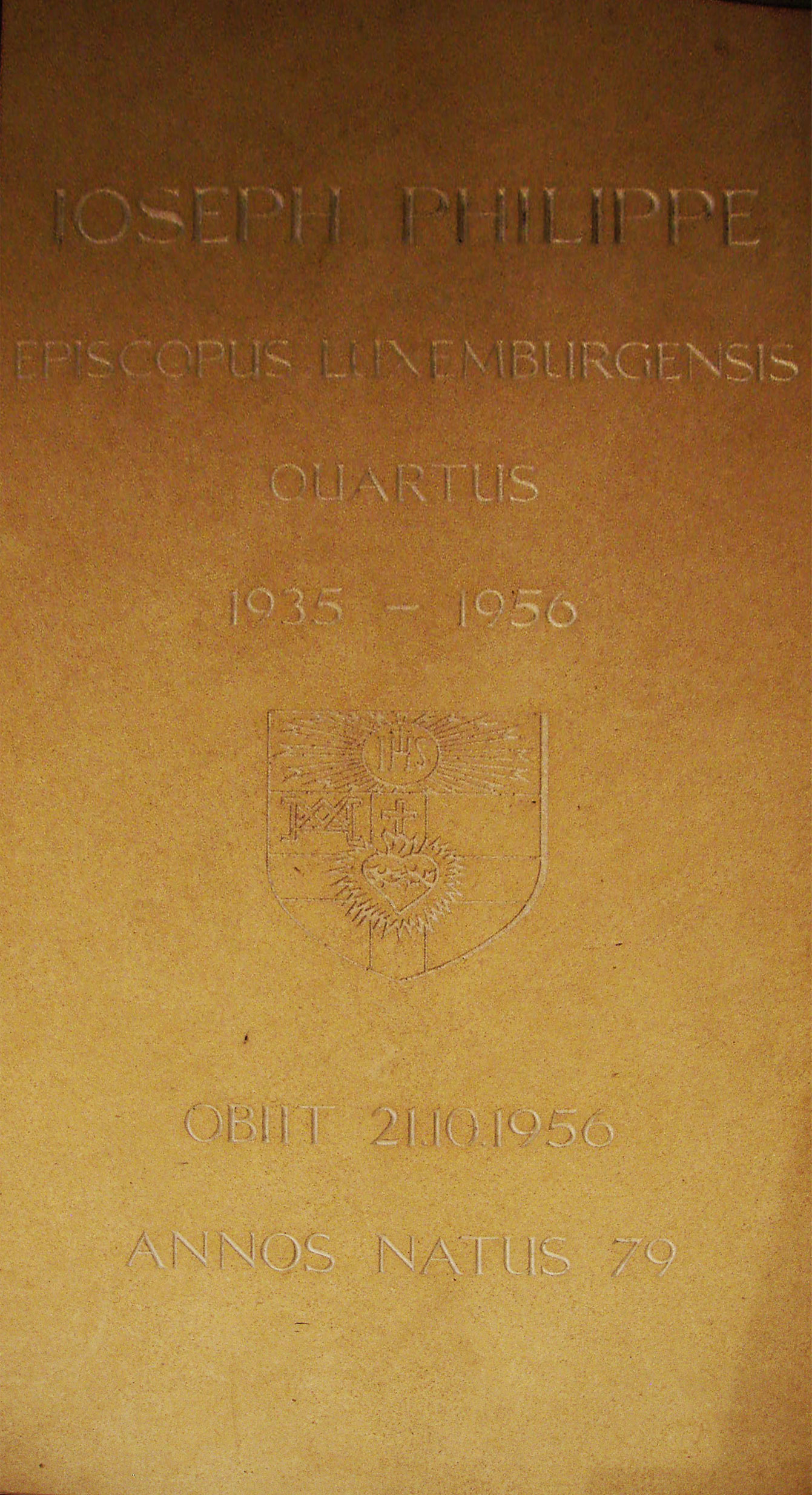
Tomba di monsignor Joseph Laurent Philippe nella cattedrale di Notre-Dame a Lussemburgo.

Il 25 aprile 1935 papa Pio XI lo nominò vescovo coadiutore di Lussemburgo e titolare di Tenin. Ricevette l'ordinazione episcopale il 9 giugno successivo a Roma dal cardinale Francesco Marchetti Selvaggiani, vicario generale della diocesi di Roma, coconsacranti l'arcivescovo Giuseppe Pizzardo, presidente della Pontificia commissione per la Russia, e il vicario apostolico di Foumban Paul Bouque. Il 24 ottobre dello stesso anno rinunciò alla guida del suo ordine.
Come vescovo sostenne la rinascita degli esercizi spirituali e delle tradizioni religiose. Proseguì i lavori di ampliamento della cattedrale di Notre-Dame a Lussemburgo che terminarono nel 1938. Fu anche il primo vescovo a vivere nella residenza sull'avenue Marie-Thérèse, sul terreno del vecchio forte Maria Rheinsheim (parte della fortezza di Lussemburgo, dove il suo successore nel 1957 avrebbe fatto costruire l'attuale palazzo episcopale.
Il 1º maggio 1939, in occasione del 1200º anniversario della morte di San Villibrordo, papa Pio XII elevò la chiesa dell'abbazia di Echternach al rango di basilica minore. Durante la seconda guerra mondiale venne danneggiata così tanto che in seguito dovette essere ricostruita. Il 20 settembre 1953 monsignor Philippe, sebbene gravemente ammalato, presenziò alla cerimonia di consacrazione presieduta dal vescovo coadiutore Léon Lommel e concelebrata da altri sette vescovi.
Durante la seconda guerra mondiale il Lussemburgo fu occupato dai tedeschi. Un terzo delle chiese e delle cappelle della diocesi vennero distrutte durante la guerra, specialmente tra il 1944 al 1945. Monsignor Philippe non affrontò personalmente gli occupanti tedeschi per non mettere in pericolo i religiosi e l'attività della Chiesa, che già poteva esercitare le sue funzioni in misura limitata. Tuttavia, evitò ogni contatto con le autorità tedesche e fece preparativi nel caso in cui la diocesi sarebbe rimasta senza guida. Durante l'occupazione la Chiesa fu progressivamente cacciata dalla vita pubblica dalle autorità tedesche. Le organizzazioni cristiane furono sciolte con la forza, l'educazione religiosa fu bandita dalle scuole, i monasteri furono aboliti e le comunità religiose attive furono private delle loro proprietà. L'amministrazione diocesana, d'altra parte, rimase l'unica istituzione lussemburghese intatta durante la seconda guerra mondiale.
Dopo la liberazione del Lussemburgo, monsignor Philippe iniziò a ricostruire le istituzioni ecclesiastiche. Dal 14 maggio 1949 fu assistito da un vescovo coadiutore, monsignor Léon Lommel.
Morì a Lussemburgo il 21 ottobre 1956. È sepolto nella cattedrale di Notre-Dame a Lussemburgo.

## Genealogia episcopale
La genealogia episcopale è:
- Cardinale Scipione Rebiba
- Cardinale Giulio Antonio Santori
- Cardinale Girolamo Bernerio, O.P.
- Arcivescovo Galeazzo Sanvitale
- Cardinale Ludovico Ludovisi
- Cardinale Luigi Caetani
- Cardinale Ulderico Carpegna
- Cardinale Paluzzo Paluzzi Altieri degli Albertoni
- Papa Benedetto XIII
- Papa Benedetto XIV
- Papa Clemente XIII
- Cardinale Marcantonio Colonna
- Cardinale Giacinto Sigismondo Gerdil, B.
- Cardinale Giulio Maria della Somaglia
- Cardinale Carlo Odescalchi, S.I.
- Vescovo Eugène de Mazenod, O.M.I.
- Cardinale Joseph Hippolyte Guibert, O.M.I.
- Cardinale François-Marie-Benjamin Richard
- Cardinale Pietro Gasparri
- Cardinale Francesco Marchetti Selvaggiani
- Vescovo Joseph Laurent Philippe, S.C.I.